# Caracladus
Caracladus es un género de arañas araneomorfas de la familia Linyphiidae. Se encuentra en Europa y Este de Asia.

## Lista de especies
Según The World Spider Catalog 12.0:
- Caracladus avicula (L. Koch, 1869)
- Caracladus leberti (Roewer, 1942)
- Caracladus montanus Sha & Zhu, 1994
- Caracladus tsurusakii Saito, 1988
- Caracladus zamoniensis Frick & Muff, 2009